# Partit Comunista de Luxemburg
El  Partit Comunista de Luxemburg (francès Parti Communiste de Luxembourg, luxemburguès Kommunistesch Partei Lëtzebuerg) és un partit polític comunista de Luxemburg.
Fou fundat el 1921 a Niederkorn com a escissió comunista del Partit Socialista dels Treballadors. Després de la Segona Guerra Mundial va participar en el govern de concentració nacional de 1945, en el qual Charles Marx va ser ministre, però a la seva mort el 1946 i a la del líder socialista es va trencar la coalició. A les eleccions legislatives luxemburgueses de 1964 va obtenir 5 escons, però de mica en mica va perdre representació fins que a les eleccions legislatives luxemburgueses de 1994 no va obtenir cap diputat. Aleshores va ser un dels fundadors de L'Esquerra, però el 2002 l'abandonà i a les eleccions legislatives luxemburgueses de 2004 es presentà en solitari, sense assolir representació parlamentària.

## Resultats electorals

### Cambra dels Diputats
| Any  | Vots             | %                | Escons electes | Escons totals | +/– | Govern            |
| ---- | ---------------- | ---------------- | -------------- | ------------- | --- | ----------------- |
| 1922 | 6,976            | 1.0 (#5)         | 0 / 25         | 0 / 48        | Nou | Extraparlamentari |
| 1925 | 15,443           | 0.9 (#11)        | 0 / 47         | 0 / 47        | =   | Extraparlamentari |
| 1928 | No va participar | No va participar | 0 / 28         | 0 / 52        | =   | Extraparlamentari |
| 1931 | 6,264            | 0.7 (#8)         | 0 / 27         | 0 / 54        | =   | Extraparlamentari |
| 1934 | 70,940           | 5.2 (#4)         | 1 / 29         | 1 / 54        | 1   | Oposició          |
| 1937 | No va participar | No va participar | 0 / 26         | 0 / 55        | 1   | Extraparlamentari |
| 1945 | 295,701          | 11.1 (#4)        | 5 / 51         | 5 / 51        | 5   | Coalició          |
| 1948 | 195,956          | 14.3 (#3)        | 4 / 26         | 5 / 51        | =   | Oposició          |
| 1951 | 35,662           | 3.2 (#4)         | 0 / 26         | 4 / 52        | 1   | Oposició          |
| 1954 | 211,171          | 7.3 (#4)         | 3 / 52         | 3 / 52        | 1   | Oposició          |
| 1959 | 220,425          | 7.2 (#4)         | 3 / 52         | 3 / 52        | =   | Oposició          |
| 1964 | 330,909          | 10.4 (#3)        | 5 / 56         | 5 / 56        | 2   | Oposició          |
| 1968 | 402,610          | 13.1 (#4)        | 6 / 56         | 6 / 56        | 1   | Oposició          |
| 1974 | 314,635          | 8.8 (#4)         | 5 / 59         | 5 / 59        | 1   | Oposició          |
| 1979 | 177,286          | 4.9 (#5)         | 2 / 59         | 2 / 59        | 3   | Oposició          |
| 1984 | 165,960          | 4.4 (#5)         | 2 / 64         | 2 / 64        | =   | Oposició          |
| 1989 | 157,608          | 4.4 (#5)         | 1 / 60         | 1 / 60        | 1   | Oposició          |
| 1994 | 57,646           | 1.7 (#7)         | 0 / 60         | 0 / 60        | 1   | Extraparlamentari |
| 1999 | Dins L'Esquerra  | Dins L'Esquerra  | 1 / 60         | 1 / 60        | 1   | Oposició          |
| 2004 | 35,524           | 0.9 (#7)         | 0 / 60         | 0 / 60        | 1   | Extraparlamentari |
| 2009 | 49,108           | 1.4 (#7)         | 0 / 60         | 0 / 60        | =   | Extraparlamentari |
| 2013 | 53,669           | 1.6 (#8)         | 0 / 60         | 0 / 60        | =   | Extraparlamentari |
| 2018 | 44,916           | 1.3 (#8)         | 0 / 60         | 0 / 60        | =   | Extraparlamentari |
| 2023 | 24,275           | 0.6 (#10)        | 0 / 60         | 0 / 60        | =   | Extraparlamentari |